# Linckia tyloplax
Linckia tyloplax is een zeester uit de familie Ophidiasteridae.
De wetenschappelijke naam van de soort werd in 1914 gepubliceerd door Hubert Lyman Clark.